# پاینتاپ-لیکساید (آریزونا)
پاینتاپ-لیکساید (به انگلیسی: Pinetop-Lakeside) شهری در شهرستان ناواجو ایالت آریزونا است که در سرشماری سال ۲۰۱۰ میلادی، ۴٬۲۸۲ نفر جمعیت داشته است. پاینتاپ-لیکساید، به‌طور رسمی در تاریخ ۱۹۸۴ میلادی به‌عنوان یک شهر شناخته شد.